# Radama II
Radama II (Antananarivo, 23 settembre 1829 – Antananarivo, 12 maggio 1863) è stato il terzo re del Madagascar dal 1861 al 1863.

## Biografia
Era figlio del Primo Ministro Andriamihaja e della regina Ranavalona I che, nel 1828, era riuscita a salire al trono a discapito dell'erede Rakotobé, nipote del re Radama I suo defunto marito.
Sottomesso all'autorità della madre, assistette impotente alla sua politica di violenze e soprusi.
Il principe Rakoto, in seguito, desideroso di convertirsi al cristianesimo, i cui adepti la sovrana perseguitava, e di europeizzare i suoi costumi (approvava i circoli nazionalisti francesi presenti a Antananarivo), decise di ribellarsi segretamente, con la preparazione di un colpo di stato al fine di deporla. Si rivolse, infatti, all'imperatore Napoleone III, chiedendogli di invadere il Madagascar. Il risultato non fu quello sperato, ma l'iniziativa del principe legittimerà la Francia nei futuri interventi, che culmineranno con la decadenza della monarchia e la colonizzazione dell'isola.
Nel 1855 il principe commise, altresì, lo sbaglio di subire l'influenza dell'avventuriero Joseph Lambert, di Nantes, che gli propose una congrua somma di denaro in cambio del diritto di sfruttare le miniere, i terreni non agricoli e le foreste dell'isola. Il francese, caduto poi in disgrazia, si rivolse a Djoumbé Fatima, regina della vicina Mohéli, ottenendone i favori.
Ranavalona scoprì il complotto, intensificò i controlli sul figlio e espulse tutti gli stranieri dal regno.
Le mogli di Radama (da nessuna delle tre ebbe prole) furono:
- Rabodo. Principessa, nipote di Ranavalona I, succedette al coniuge con il nome di Rasoherina. Era più anziana di lui di quindici anni;
- Ramoma. Principessa, cugina di Rasoherina, alla quale subentrò sul trono con il nome di Ranavalona II. Era coetanea di Rakoto;
- Marie Rasoamieja.

Rakoto era amante delle arti e cultore entusiasta della musica: il primo pianoforte pervenuto nel regno del Madagascar gli fu donato dal governo francese. I suoi strumenti musicali preferiti sono tuttora custoditi nel Palazzo di Andafiavaratra, già residenza del capo dell'esecutivo Rainilaiarivony.
Morta la regina, il giovane Radama prese il suo posto in un clima di ostilità da parte della nobiltà e dei favoriti reali che, dopo appena due anni di regno, lo fecero strangolare nel 1863 (per ordine del primo ministro, timoroso di perdere il potere) davanti all'ingresso del palazzo reale, favorendo poi l'accesso al trono della prima consorte Rasoherina, che si risposò subito con Rainilaiarivony, capo del governo e marito anche delle due successive sovrane Ranavalona II e Ranavalona III. Fu fatale per il re, incoronato nel 1862, allontanarsi dagli ambienti dei notabili di corte per approfondire i rapporti con le persone comuni e i francesi residenti a Antananarivo. Aveva, inoltre, autorizzato la libertà religiosa e aperto le porte del reame agli europei: queste concessioni potevano seriamente compromettere l'indipendenza del Paese, come effettivamente accadde nel 1897.
Privo di eredi, fu l'ultimo maschio dei Merina. Venne sepolto nel Rova di Antananarivo.

## Galleria d'immagini

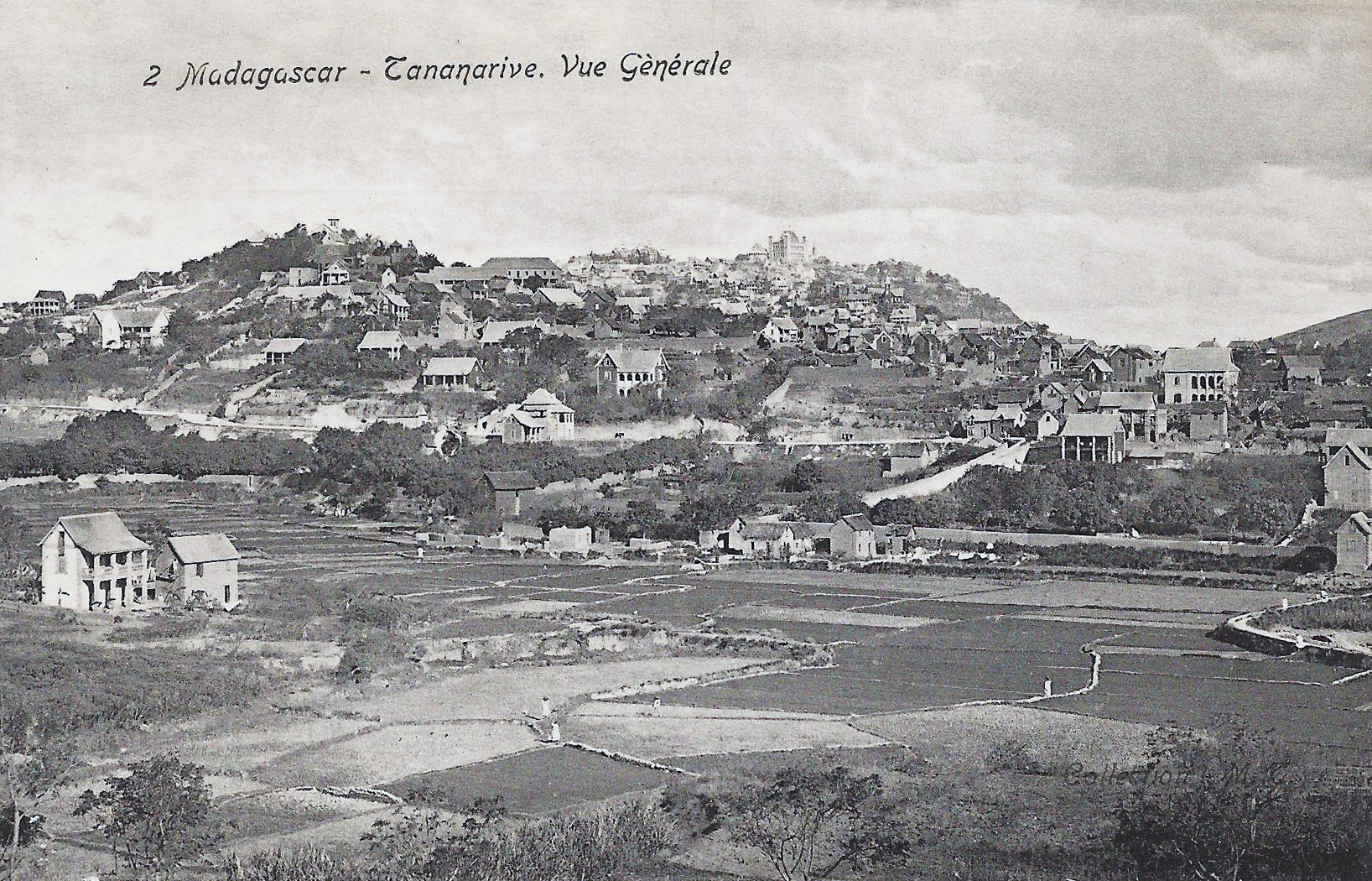
Veduta generale di Antananarivo (fine 1800)
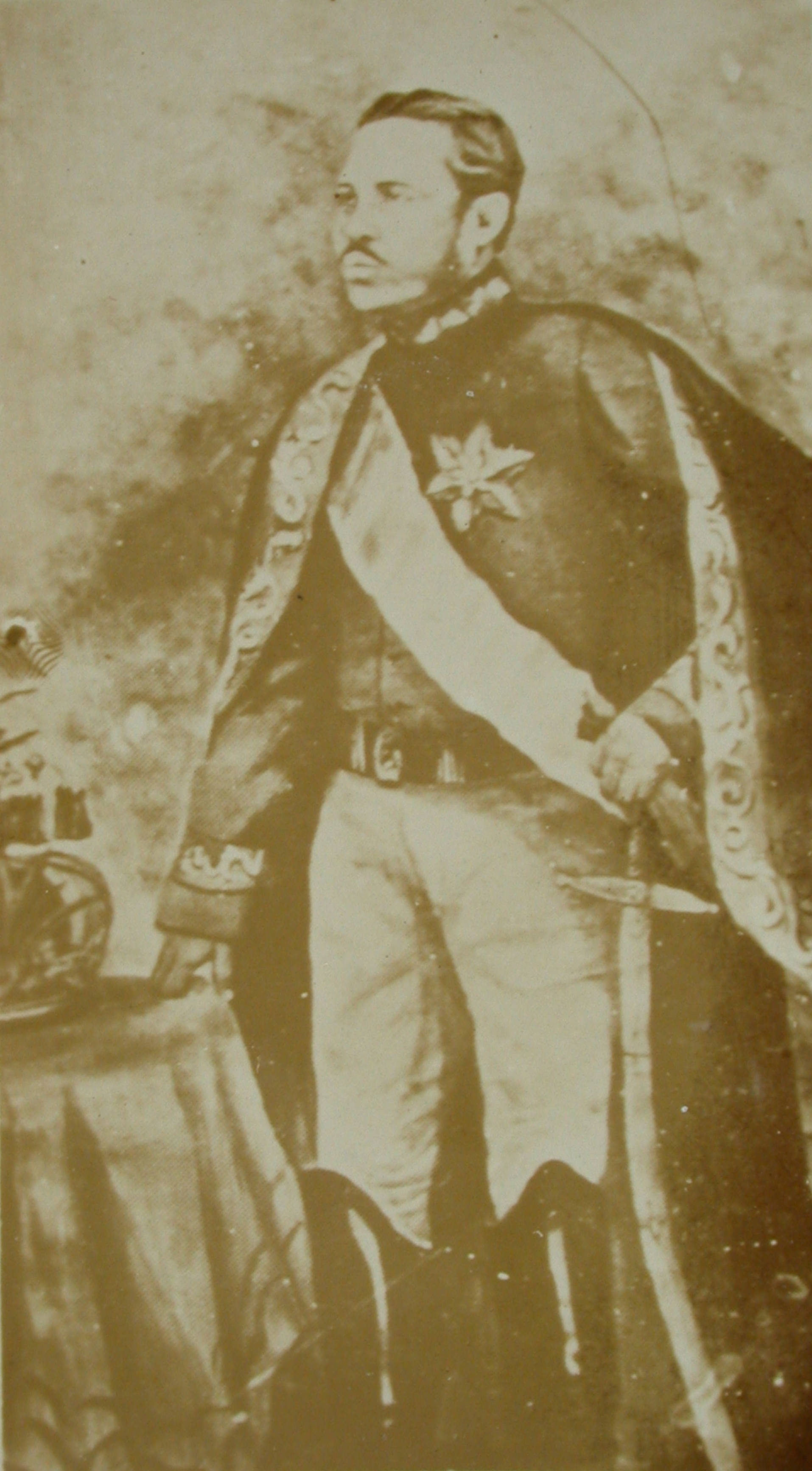
Radama II nel 1862
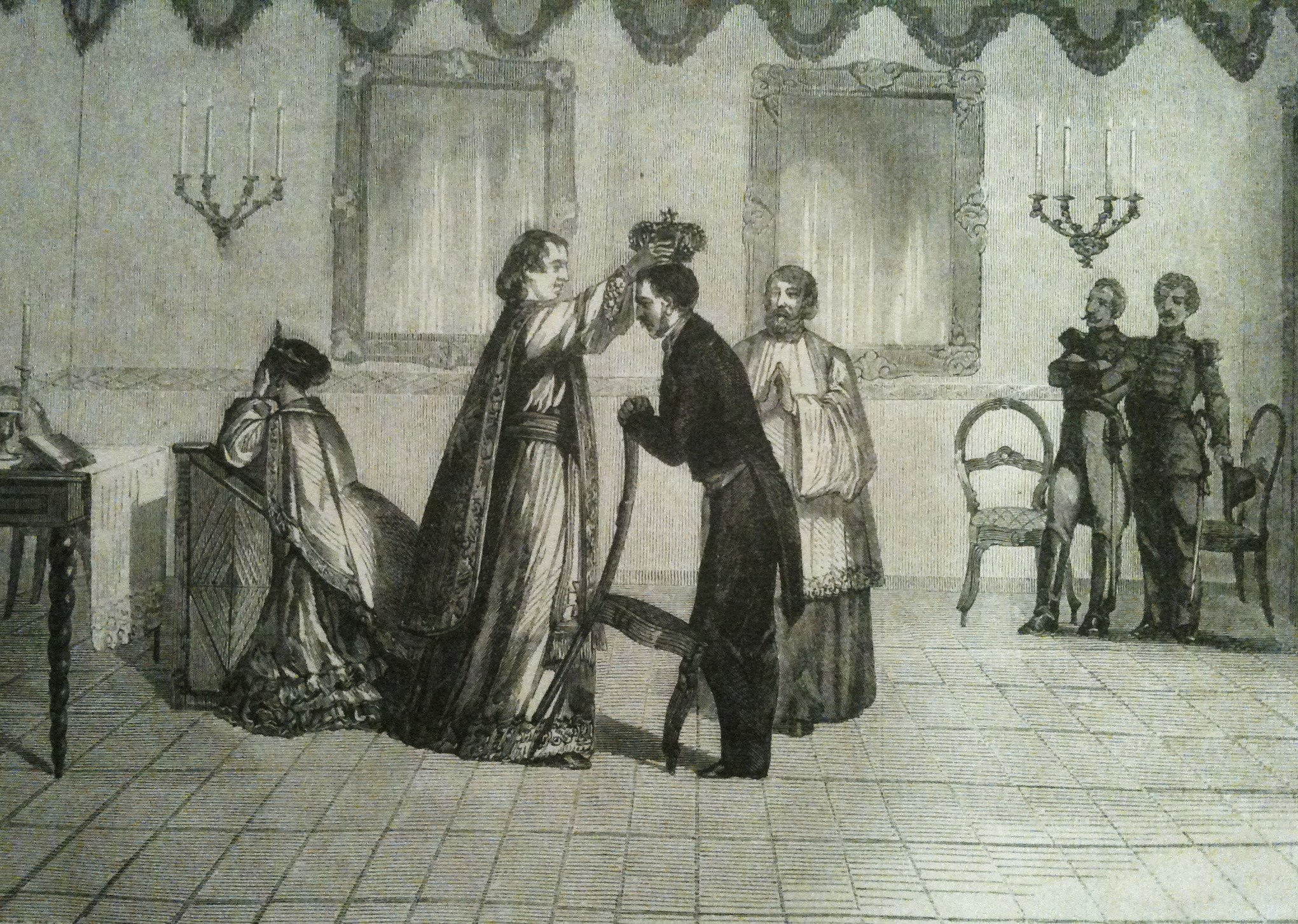
Incoronazione di Radama II
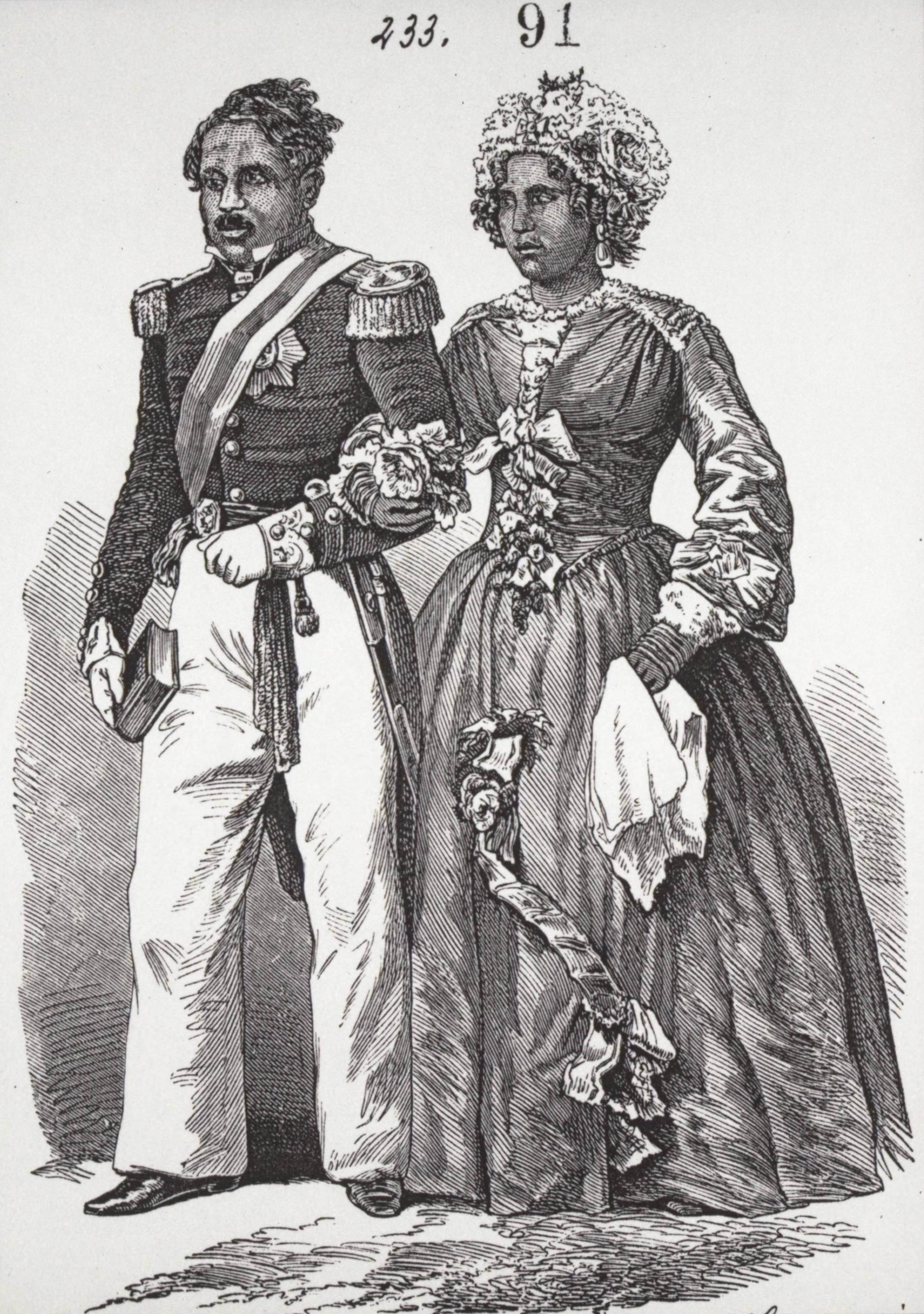
Radama II con la prima moglie Rasoherina
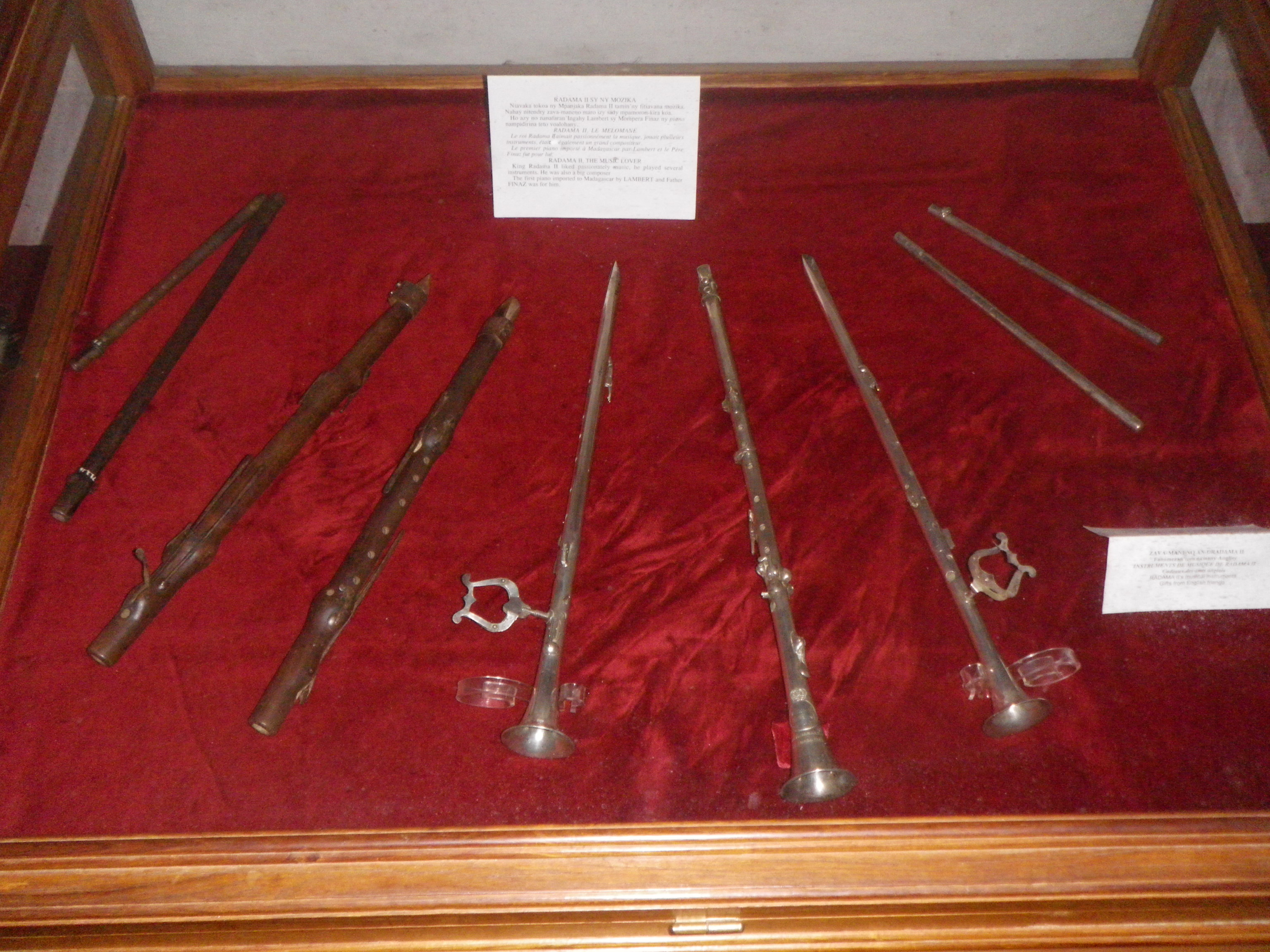
Strumenti musicali appartenuti a Radama II
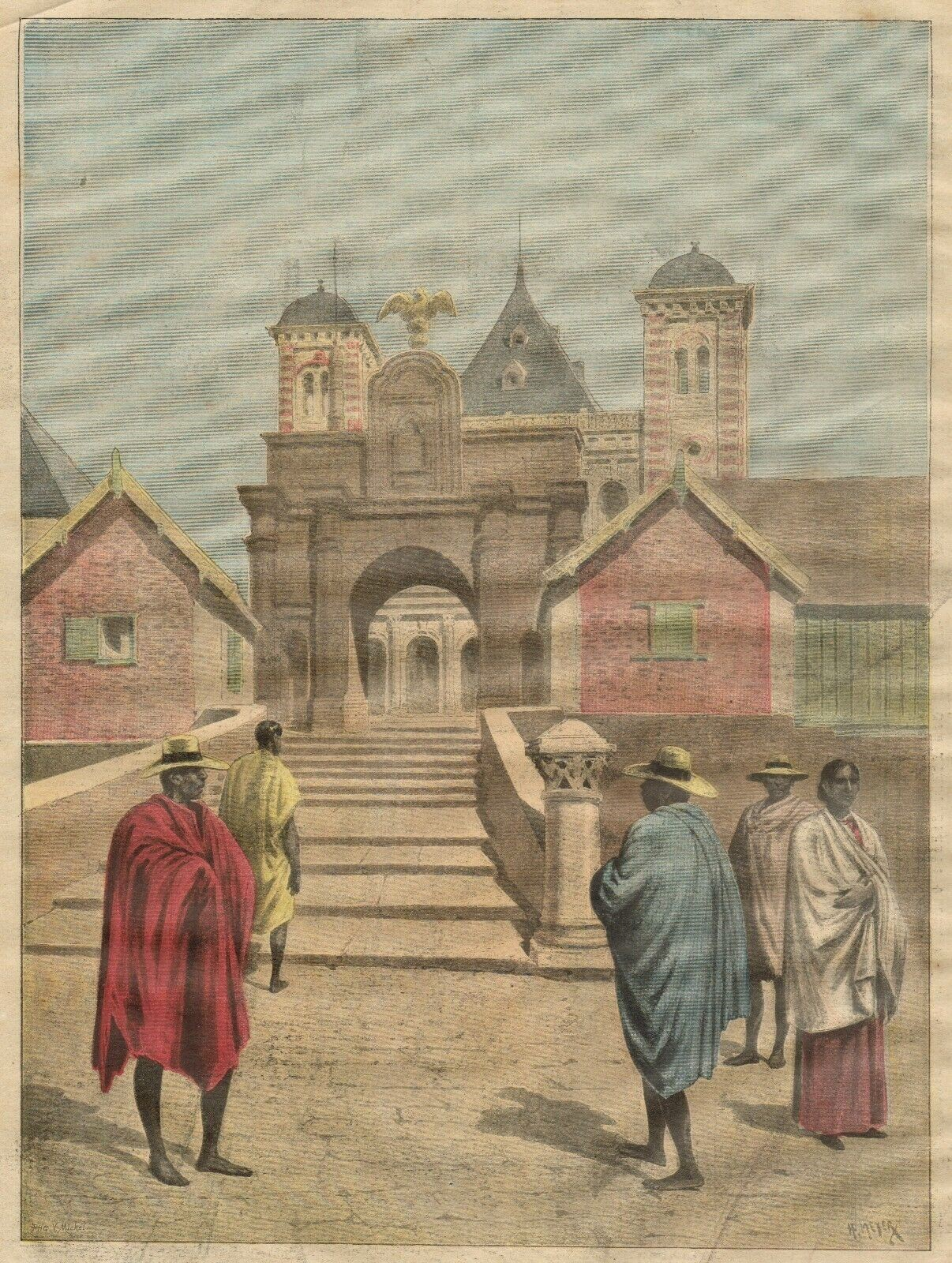
Il palazzo reale (stampa colorata, 1888)
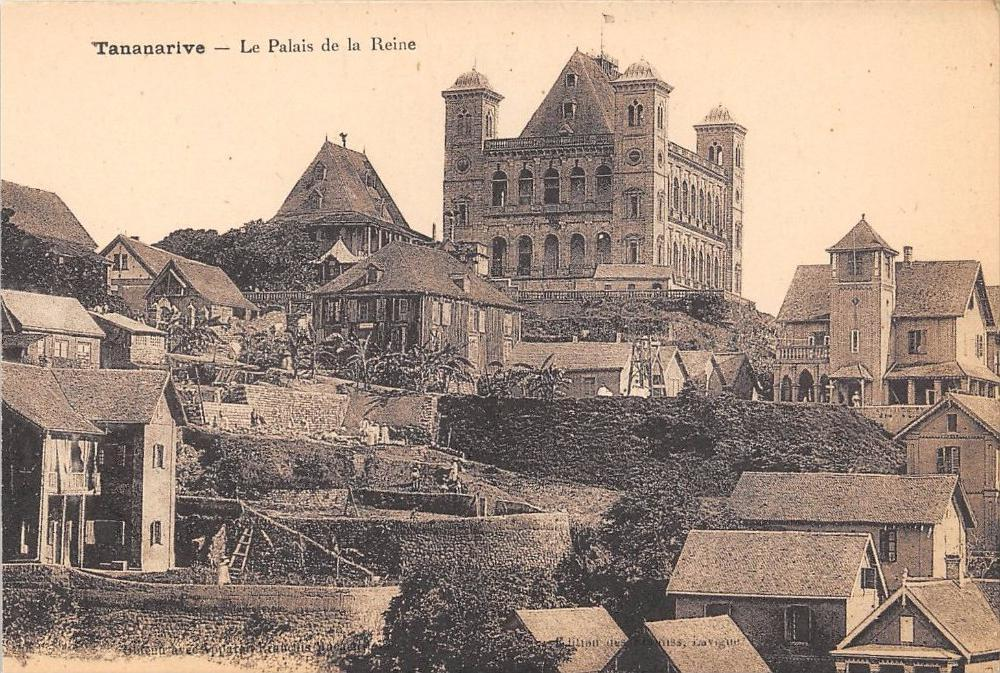
Il palazzo reale e le tombe dei sovrani (1895)
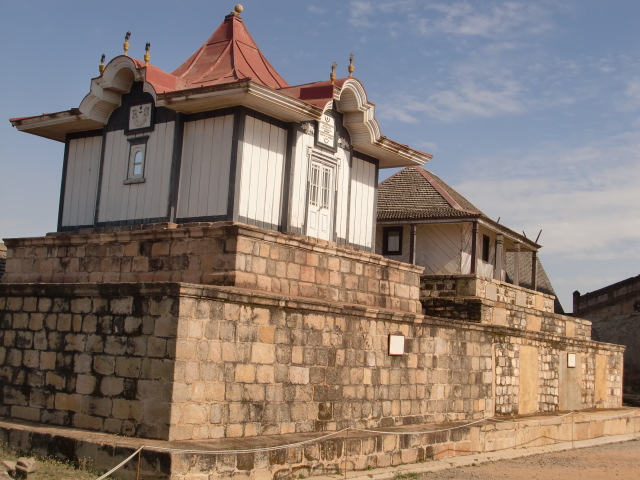
Il sepolcro dei sovrani malgasci

## Ascendenza
|                                    |                                      |                                                  | Genitori                                    |  |  | Nonni |  |  | Bisnonni |  |  | Trisnonni |  |
|                                    |                                      |                                                  |                                             |  |  |       |  |  | …        |  |  | …         |  |
|                                    |                                      |                                                  |                                             |  |  |       |  |  | …        |  |  | …         |  |
|                                    |                                      | …                                                |                                             |  |  |       |  |  | …        |  |  |           |  |
| …                                  |                                      |                                                  |                                             |  |  |       |  |  | …        |  |  |           |  |
|                                    |                                      | …                                                | …                                           |  |  |       |  |  |          |  |  |           |  |
|                                    |                                      | …                                                | …                                           |  |  |       |  |  |          |  |  |           |  |
|                                    |                                      | …                                                | …                                           |  |  |       |  |  |          |  |  |           |  |
| Andrianisa Rainijohary             |                                      | …                                                |                                             |  |  |       |  |  |          |  |  |           |  |
|                                    |                                      | …                                                | …                                           |  |  |       |  |  |          |  |  |           |  |
|                                    |                                      | …                                                | …                                           |  |  |       |  |  |          |  |  |           |  |
|                                    |                                      | …                                                | …                                           |  |  |       |  |  |          |  |  |           |  |
| …                                  |                                      | …                                                |                                             |  |  |       |  |  |          |  |  |           |  |
|                                    |                                      | …                                                | …                                           |  |  |       |  |  |          |  |  |           |  |
|                                    |                                      | …                                                | …                                           |  |  |       |  |  |          |  |  |           |  |
|                                    |                                      | …                                                | …                                           |  |  |       |  |  |          |  |  |           |  |
| Radama II                          |                                      | …                                                |                                             |  |  |       |  |  |          |  |  |           |  |
|                                    | Principe Andriantsimitovizafinitrimo | Re Andriambelomasina d'Avaradrano e Imerinatsimo |                                             |  |  |       |  |  |          |  |  |           |  |
|                                    | Principe Andriantsimitovizafinitrimo | Re Andriambelomasina d'Avaradrano e Imerinatsimo |                                             |  |  |       |  |  |          |  |  |           |  |
|                                    | Principe Andriantsimitovizafinitrimo | Principessa Rasoherimananitany                   |                                             |  |  |       |  |  |          |  |  |           |  |
| Principe Andriantsalamanjaka       | Principe Andriantsimitovizafinitrimo |                                                  |                                             |  |  |       |  |  |          |  |  |           |  |
|                                    |                                      | Rabodomanjaka                                    | Andrianampianarivo                          |  |  |       |  |  |          |  |  |           |  |
|                                    |                                      | Rabodomanjaka                                    | Andrianampianarivo                          |  |  |       |  |  |          |  |  |           |  |
|                                    |                                      | Rabodomanjaka                                    | Ratomponivololona Ravololonandriantsimitovy |  |  |       |  |  |          |  |  |           |  |
| Regina Ranavalona I del Madagascar |                                      | Rabodomanjaka                                    |                                             |  |  |       |  |  |          |  |  |           |  |
|                                    |                                      | Principe Andriandamboranto                       | Andriamiaramanjaka                          |  |  |       |  |  |          |  |  |           |  |
|                                    |                                      | Principe Andriandamboranto                       | Andriamiaramanjaka                          |  |  |       |  |  |          |  |  |           |  |
|                                    |                                      | Principe Andriandamboranto                       | Principessa Ranavalonandriambelomasina      |  |  |       |  |  |          |  |  |           |  |
| Principessa Rabodonandriantompo    |                                      | Principe Andriandamboranto                       |                                             |  |  |       |  |  |          |  |  |           |  |
|                                    |                                      | Principessa Ramboakovelo                         | Principe Andriankirahinimerina              |  |  |       |  |  |          |  |  |           |  |
|                                    |                                      | Principessa Ramboakovelo                         | Principe Andriankirahinimerina              |  |  |       |  |  |          |  |  |           |  |
|                                    |                                      | Principessa Ramboakovelo                         | Principessa Ranavalonjananjanahary          |  |  |       |  |  |          |  |  |           |  |
|                                    |                                      | Principessa Ramboakovelo                         |                                             |  |  |       |  |  |          |  |  |           |  |